# Автовилка
Бре́кетинг, или ви́лка, — в фотографии автоматическая съёмка нескольких кадров с разным значением некоего параметра (выдержки, относительного отверстия диафрагмы и т. д.)
Фотографы, даже профессиональные, часто теряют хорошие кадры из-за неудачного подбора параметров съёмки (например, фотография получается недодержанной или передержанной). С появлением цифровой фотографии эта проблема усугубилась: фотографическая широта матрицы меньше, чем фотоплёнки, и если недо/переэкспонированный плёночный кадр можно «вытянуть» в процессе проявки или фотопечати, то цифровой кадр, скорее всего, получится безнадёжно испорченным.
В некоторых случаях с цифровым фотоаппаратом можно подготовиться к съёмке, сделав несколько пробных снимков, но это не всегда приемлемо (во время уличной или репортажной съёмки, или когда встроенного в фотоаппарат экрана недостаточно, чтобы оценить качество снимков). Здесь помогает режим брекетинга: фотоаппарат автоматически делает три кадра с разными значениями параметров. В дальнейшем фотограф из этих кадров может выбрать наиболее удачный.
- Примеры брекетинга выдержки
- –4 ступени
- –2 ступени
- +2 ступени
- +4 ступени

Несколько кадров, снятых с разной экспозицией (как на этом примере), можно далее объединить в один и получить HDR-снимок (автоматически на самой камере или вручную в специальных программах).

## Типы брекетинга
- Брекетинг выдержки: сначала делается кадр с той выдержкой, которую установил фотограф или автоматика, затем с выдержкой на одну ступень меньшей и на одну ступень большей.
- Брекетинг диафрагмы: сначала делается кадр с установленной диафрагмой, затем с диафрагмой на одну ступень меньшей и на одну ступень большей.
- Брекетинг фокусировки: варьируется расстояние, на которое фокусируется объектив. Особенно помогает в макросъёмке, когда глубина резкости мала по сравнению с размерами изображаемых объектов.
- Брекетинг баланса белого: варьируется баланс белого; один снимок делается таким, каким его установил фотограф или автоматика, остальные два делают снимок «более жёлтым» и «более синим». Для фотоаппаратов, неспособных снимать в Raw.
- Фотографирование объекта со вспышкой и без неё.